# العلاقات الغابونية الأمريكية
العلاقات الغابونية الأمريكية هي العلاقات الثنائية التي تجمع بين الغابون والولايات المتحدة.

## مقارنة بين البلدين
هذه مقارنة عامة ومرجعية للدولتين:
| وجه المقارنة                                              | الغابون                        | الولايات المتحدة                                                                                                  |
| --------------------------------------------------------- | ------------------------------ | --- |
| المساحة (كم2)                                             | 267.67 ألف                     | 9.83 مليون |
| عدد السكان (نسمة)                                         | 2.03 مليون                     | 311.58 مليون |
| الكثافة السكانية (ن./كم²)                                 | 7.58                           | 31.7 |
| العاصمة                                                   | ليبرفيل                        | واشنطن العاصمة |
| اللغة الرسمية                                             | لغة فرنسية                     | لغة إنجليزية |
| العملة                                                    | فرنك وسط أفريقي                | دولار أمريكي |
| الناتج المحلي الإجمالي (بليون دولار)                      | 14.62 مليار                    | 19.39 تريليون |
| الناتج المحلي الإجمالي (تعادل القوة الشرائية) بليون دولار | 34.65 مليار                    | 18.04 تريليون |
| الناتج المحلي الإجمالي الاسمي للفرد دولار أمريكي          | 8.27 ألف                       | 56.12 ألف |
| الناتج المحلي الإجمالي للفرد دولار أمريكي                 | 19.43 ألف                      | 54.63 ألف |
| مؤشر التنمية البشرية                                      | 0.684                          | 0.920 |
| رمز المكالمات الدولي                                      | +241                           | +1 |
| رمز الإنترنت                                              | .ga                            | .us، حكومة، .mil، Edu.                                                                                            |
| المنطقة الزمنية                                           | ت ع م+01:00، توقيت غرب أفريقيا | توقيت ساموا الأمريكية، توقيت أطلنطي موحد، منطقة زمنية وسطى، توقيت ألاسكا ‏، المنطقة الزمنية الجبلية، توقيت تشامرو ‏ |

## منظمات دولية مشتركة
يشترك البلدان في عضوية مجموعة من المنظمات الدولية، منها:
| علم المنظمة | اسم المنظمة                               | تاريخ انضمام الغابون | تاريخ انضمام الولايات المتحدة |
| ----------- | ----------------------------------------- | -------------------- | ----------------------------- |
|             | وكالة ضمان الاستثمار متعدد الأطراف        | 26 مارس 2003         | 12 أبريل 1988                 |
|             | الاتحاد الدولي للاتصالات                  | 28 ديسمبر 1960       | 1 يوليو 1908                  |
|             | يونسكو                                    | 16 نوفمبر 1960       | 4 نوفمبر 1946                 |
|             | البنك الإفريقي للتنمية                    | ?                    | ?                             |
|             | الأمم المتحدة                             | 20 سبتمبر 1960       | 24 أكتوبر 1945                |
|             | المركز الدولي لتسوية المنازعات الاستشارية | 14 أكتوبر 1966       | 14 أكتوبر 1966                |
|             | البنك الدولي للإنشاء والتعمير             | 10 سبتمبر 1963       | 27 ديسمبر 1945                |
|             | مؤسسة التمويل الدولية                     | 20 أكتوبر 1970       | 20 يوليو 1956                 |
|             | منظمة الشرطة الجنائية الدولية             | ?                    | ?                             |
|             | مؤسسة التنمية الدولية                     | 4 نوفمبر 1963        | 24 سبتمبر 1960                |
|             | الاتحاد البريدي العالمي                   | ?                    | ?                             |
|             | منظمة حظر الأسلحة الكيميائية              | ?                    | ?                             |
|             | الفريق المعني برصد الأرض                  | ?                    | ?                             |
|             | منظمة التجارة العالمية                    | ?                    | ?                             |

## أعلام
هذه قائمة لبعض الشخصيات التي تربطها علاقات بالبلدين:
- جوزيف ويلسون (6 نوفمبر 1949 – )
- روث جان سيمونز (أستاذة جامعية من الولايات المتحدة الأمريكية، 3 يوليو 1945 – )
- صامويل جاكسون (21 ديسمبر 1948[25][26][27] – )
- فرنسيس تيري مكنمارا (دبلوماسي أمريكي، 2 نوفمبر 1927[28] – )